# Engelmayer Ákos
Engelmayer Ákos (Szeged, 1938. június 13. –) magyar polonista, etnográfus, újságíró, diplomata, hazánk rendszerváltás utáni első varsói nagykövete. 1962 óta – magyar állampolgárként – Lengyelországban él.

## Pályafutása
Erdély visszacsatolása után Désen éltek, apja a Magyar Nemzeti Bank helyi képviseletét vezette. A háború vége már Ausztriában érte őket, onnan települtek vissza Magyarországra. 1956 nyarán, 17 évesen egy lengyelországi túrán hallott először a poznańi munkásfelkelésről, így már elkötelezetten vett részt az 1956-os forradalom tüntetéseiben.  A Toldy Ferenc Gimnáziumban érettségizett 1957-ben, egyetemre nem vették fel, az Állami Nyomdában végzett kéziszedő-szakmunkásként.
1960-ban kerékpárral fedezte fel, 1961-ben pedig autóstoppal járta be Lengyelországot. Dolgozott feketén, megtanulta a nyelvet, 1964-ben pedig ott nősült meg. Hosszas tortúrát követően felvették a Varsói Egyetemre, ahol 1968-ban diplomázott néprajz szakon. 1963-ban Idegenvezetőként, tolmácsként dolgozott, majd fordított, írt különböző lapokba, napi sajtószemlét készített Magyarország varsói nagykövetsége részére. Egyetemista kora óta kereste és tartotta a kapcsolatot lengyel ellenzékiekkel, 1976 óta tagja volt a lengyel Munkásvédelmi Bizottságnak (Komitet Samoobrony Społecznej), 1980-ban alapító tagja lett a Szolidaritás Független Szakszervezetnek.
Aktív ellenzéki volt a Lengyelországi hadiállapot bevezetésekor. Állásából elbocsátották, rövid időre őrizetbe vették. Később a varsói Magyar Kulturális Intézetben tudott elhelyezkedni. Belépett a Magyar Demokrata Fórumba. 1990-ben Antall József Jeszenszky Gézán keresztül kérte fel a varsói nagykövetség vezetésére, megbízólevelét 1990. október 10-én adta át személyes ismerősének, az akkori lengyel köztársasági elnöknek, Lech Wałęsának. 1992-től akkreditálták Fehéroroszországban, megbízólevelét az év december 6-án adta át.
1995 elején – megbízatásának lejárta előtt néhány hónappal – kellett távoznia posztjáról (1994-ben a Magyar Demokrata Fórum elveszítette a választásokat). Utóda az a Hárs Gábor lett, aki a szükségállapot idején sajtóattasé volt a varsói nagykövetségen.
Ezt követően a varsói Collegium Civitasban, a Pułtuski Bölcsészettudományi Főiskola nevű magánegyetemen, illetve a Varsói Egyetemen oktatott.
Lengyelországban, a Varsótól mintegy 20 kilométerre található Podkowa Leśna településen él. Felesége Golinska Krystyna építész. Két gyermeke van.

## Művei, publikációi
- A magyar '56 cenzúrázatlanul –  Lengyel kiadványok a 70-es, 80-as években –  Életünk : irodalmi antológia / szerk. Palkó István
- Az 56-os magyar forradalom visszhangja, emléke és szerepe a hetvenes, nyolcvanas évek cenzúra nem látta (illegális) lengyel sajtójában és könyvkiadványaiban –  Lengyel nyár, magyar ősz : lengyel – magyar szolidaritás 1956-1990 között / szerk. Kiss Gy. Csaba és Konrad Sutarski
- Fésületlen gondolatok arról, hogy a vilniusi gyors csak fékezett, vagy valóban megállt Varsóban – Magyar Szemle
- Mini rozmówki wȩgierskie / Ákos Engelmeyer, Alina Wojcik / Warszawa : Wiedza Powszechna, 1984
- Na pograniczu między bratankami /  IV Małopolskie Dni Dziedzictwa Kulturowego : materiały z konferencji Pogranicze polsko-słowacko-węgierskie : Zamek w Dębnie 14-15 września 2002
- Polska i Węgry w kulturze i cywilizacji europejskiej / Kraków : MCK, 1997
- Siessünk segíteni a magyarokat a harcban : lengyelek az 1848-49. évi magyar forradalomban – Jósa András Múzeum, 2018

### Róla
- Csisztay Gizella: Akinek két hazája van – Beszélgetés Engelmayer Ákos volt varsói nagykövettel – Hitel 2001/5